# Сотир Т. Аранђеловић
Сотир Т. Аранђеловић (Лесковац, 1865 - Београд, 22. новембар 1930) био је српски политичар, председник општине вароши Лесковац и народни посланик.

## Биографија
Рођен је у породици Тасе Аранђеловића која је трговала црквеним потрепштинама и књигама преко границе. Основну школу завршио је у Лесковцу, па је на основу резултата тестирања уписан у други разред Ниже реалне гимназије. Трећи разред завршио је у Нишу, јер тада још увек није отворен у Лесковцу, а четврти је завршио у родном граду. За време ђаковања подучавао је друге, па чак и одрасле људе. Студирао је права на Великој школи у Београду, а 1890. године радио је у Нишком окружном начелству као писар друге класе. Године 1891. напредовао је у служби и постао писар прве класе у Истражном суду за варош Лесковац и срез лесковачки, а 1892. године је изабран као припадник Радикалне странке за председника општине вароши Лесковац.
На изборима 18. маја 1893. изабран је за народног посланика и обављао је ту дужност до 9. маја 1894. године. За то време учествовао је у раду Истражног одбора, формираног ради вођења истраге против министара претходне либералне владе. Сем тога, био је изабран и у финансијски одбор и одбор за преглед извештаја главне контроле о рачунима. Приликом доласка краља Милана у Лесковац поздравио га је пригодним говором са балкона куће свога таста где је краљ одсео. 
Био је један од оснивача Савезног ловачког удружења у Лесковцу 2. августа 1898. године и његов потпредседник, секретар и члан све до одласка из Лесковца. Био је и члан контролног одбора Лесковачке удеоничарске штедионице 1894. године и члан управе Пододбора Друштва Црвеног крста у Лесковцу. 
У више наврата је напуштао државну службу и обављао посао адвоката. Учествовао је у оснивању Лесковачког електричног друштва 1901. године, а 1903. је постао начелник четврте класе у Топличком окружном начелству, оставши на том положају годину дана. Од 1896. до 1902. и од 1904. до 1910. године био је правозаступник у лесковачком првостепеном суду. Године 1909. пребачен је у Београд и радио је и у министарству финансија на прикупљању и распоређивању прихода. Уочи Првог светског рата вероватно је постао судија Апелационог суда. Учествовао је у оба балканска рата, а у Првом светском рату је имао важну улогу као члан иследне комисије Солунског процеса. По завршетку рата наставио је да буде судија Апелационог суда до 1923. године. Краће време је био помоћник министра унутрашњих дела. 
Био је повереник Српске књижевне задруге за Лесковац и колекционар уметничких дела. Одликован је Орденом Карађорђеве звезде првог степена. Имао је чин потпуковника у резерви и био је члан Удружења резервних официра и ратника. Преминуо је после дуже болести.